# GM (singolo)
GM è un singolo dei Prozac+, pubblicato nel 1998 su CD dalla EMI.

## Il singolo
Questo è il primo singolo del gruppo in cui canta Gian Maria Accusani.
La canzone parla di un amore quasi disperato, dove il cantante dice tutto quello che farebbe per la ragazza che ama.
All'interno del disco è presente solo la canzone GM.

## Tracce
1. GM – 2:41